# Christliche Spiritualität
Unter christlicher Spiritualität versteht man spezifische Formen von Spiritualität im Kontext praktizierten Christseins. Im Mittelpunkt steht eine erfahrene oder angestrebte persönliche Beziehung des christlichen Gläubigen zu Gott bzw. zu Jesus Christus. Christliche Spiritualität beruht zunächst auf dem Neuen Testament und darauf aufbauend auf urchristlichem Erfahrungen, weist somit auch über die späteren konfessionellen Grenzen und Besonderheiten hinaus.
In der christlichen Spiritualität wird individuelle Vervollkommnung als Gnade erlebt und lässt sich nicht durch Techniken erreichen. Christliche Spiritualität umfasst dabei nicht nur eine besondere Beschäftigung mit geistlichen Dingen, sondern drückt sich im Alltag aus. Gotteserfahrung und daraus erwachsendes bzw. dadurch inspiriertes Handeln (Ethik) gehören zusammen.

## Geschichte
Christliche Spiritualität ist zunächst die Spiritualität des Neuen Testaments in der Auseinandersetzung mit dem Judentum, insbesondere mit dem Alten Testament. Hauptthema ist dabei das Verhältnis vom Alten Bund zum durch Jesus Christus besiegelten Neuen Bund. Während die Juden den ersten Messias noch erwarten, erwarten die Christen bereits dessen Wiederkunft am Ende der Zeit. Das Reich Gottes ist durch seine Inkarnation, seinen stellvertretenden Liebestod und seine Auferstehung bereits angebrochen. Ohne Tag und Stunde zu kennen, bereiten sich Christen auf den eigenen Tod und die allgemeine Apokalypse vor. Dabei ist die neutestamentliche Spiritualität selbst noch von einer größeren Naherwartung geprägt.
Exemplarisch für die Spiritualität der Urkirche – zwischen Welteroberung und Martyrium – steht die „Spiritualität der Katakomben“. Sie ist im Bild des „Guten Hirten“ klar christozentrisch geprägt nach dem paulinischen Motto: „Was kann uns von der Liebe Christi trennen? Vielleicht Wirrsal und Angst, Verfolgung und Hunger?“ (Röm. 8,35 ). Dennoch galt es, die Botschaft in dieser Verfolgungszeit zu verschleiern, das Kreuzsymbol in das Symbol des Ankers zu integrieren, das Bekenntnis „Jesus Christus, Sohn Gottes, unser Retter“ im Fischsymbol (Ichthys) auszudrücken. Taufe und Eucharistie sind in den Katakomben allgegenwärtig, dabei steht die soziale Dimension im Vordergrund, die Lebende wie Verstorbene in eine große Gebets- und Lebensgemeinschaft auffasst. Das eschatologische Bewusstsein, dass Christen hier keine bleibende Stätte und Heimat haben, sondern die zukünftige im Himmel suchen (Hebr. 13,14 ; Phil. 3,20 ), wird in der Verfolgungszeit besonders deutlich. Nicht zuletzt ist die Spiritualität der Katakomben eine „Spiritualität der Stille“.
Die Spiritualität der Wüstenväter (zum Beispiel Antonius der Große), der ersten Kirchenväter (zum Beispiel Augustinus von Hippo) und der ersten Ordensgründer (zum Beispiel Benedikt von Nursia) versucht, sich von der dualistischen Gnostischen Spiritualität abzugrenzen. Besonders eindrücklich wird diese Spiritualität in Augustinus Bekenntnissen, aber auch in den überlieferten Texten von Eucherius von Lyon, St. Patrick und Gregor, dem Großen.
Im Mittelalter ist es in erster Linie die Frauenmystik, die die christliche Spiritualität weiterentwickelt. Elisabeth von Schönau, Hildegard von Bingen, Mechthild von Magdeburg und Birgitta von Schweden kreisen um die Themen „Gottesfremde“ und „Heilwissen“. Meister Eckhart, Thomas von Kempen, Jacob Böhme, Niklaus von Flüe, Heinrich Seuse, Johannes Tauler, Thomas von Aquin, Nikolaus von Kues und Bernhard von Clairvaux mühen sich um die rechte „Nachfolge Christi“.
In der Zeit der Reformation setzen vor allem Martin Luther, Philipp Melanchthon und Jean Calvin auf Seiten der Reformation und Ignatius von Loyola, Teresa von Ávila und Johannes vom Kreuz auf Seiten der Gegenreformation die maßgeblichen Akzente. Durch Ignatius von Loyola wurde die Form der Geistlichen Exerzitien maßgeblich vertieft. Vor allem Franz von Sales versuchte, die berechtigten Anliegen reformatorischer Spiritualität in seine christlich-humanistische Spiritualität zu integrieren, die den Ansatzpunkt für zahlreiche neue apostolische Ordensgemeinschaften bildete.
In der ersten Hälfte des 19. Jahrhunderts entwickelte Vinzenz Pallotti eine Spiritualität der apostolischen Berufung eines jeden Menschen. Im Miteinander unterschiedlicher Berufungen und Lebensformen soll die Verantwortung für den apostolischen Auftrag gemeinsam wahrgenommen werden.
Mit Beginn des 20. Jahrhunderts kam es im Katholizismus und im Protestantismus zu einem „Erwachen der Kirche in der Seele“ (Romano Guardini), d. h. zur Suche nach einer gemeinschaftlichen, aber die Würde der Person achtenden Form der Mystik angesichts des kulturellen Kampfes zwischen Individualismus und Kollektivismus. Beispielsweise für Edith Stein, Dietrich Bonhoeffer und Alfred Delp endete das vehemente Vertreten der christlichen Spiritualität als ihre Form des Widerstands mit der Ermordung durch die Nationalsozialisten. Innerlichkeit in Religionen spielte global eine wichtigere Rolle, so auch im Christentum. In der Auseinandersetzung mit Naturwissenschaften entwickelte sich das Selbstverständnis als "Religion", welches auch mit einer neuen innerlichen Spiritualität einherging, die sich unterscheidet von den vorherigen Verständnissen. Das ist eine globale Entwicklung, die sich so auch bspw. im Hinduismus und anderen Religionen wiederfinden lässt.
Dies gab aber nach 1945 den Anstoß zu einer „Spiritualität nach Auschwitz“ und einer „Spiritualität der Befreiung“ – analog zu den jeweiligen theologischen und pastoralen Strömungen. Bei der 3. ordentlichen Generalversammlung der Bischofssynode 1974 stellte Bischof Germán Schmitz Sauerborn die lateinamerikanische Spiritualität vor, aus der die Theologie der Befreiung erwuchs: eine Spiritualität, die nicht beim „inneren“ geistlichen Leben stehen bleibt, sondern aus dem Heiligen Geist das Antlitz der Erde erneuern will (Ps 104,30 ).
Auf dem Hintergrund dieser Erfahrungen entstanden auch die ersten Neuen Geistlichen Gemeinschaften und Bewegungen (zum Beispiel die Fokolarbewegung von Chiara Lubich), die auf eine charismatisch-evangelische Erneuerung und ökumenische Impulse abzielen; siehe auch Charismatische Bewegung. Je nach Ausrichtung wurde dabei stärker das pfingstliche oder das evangelikale Element betont.
Die spezifische Spiritualität der orthodoxen Christenheit weist hingegen über die Jahrhunderte hinweg Grundkonstanten auf, innerhalb derer nur wenige allgemeine Variationen existieren, weil sie sich an die Lehre der Kirchenväter gebunden fühlt.
Am Ende des zweiten Jahrtausends wurde ein Wandel der christlichen Spiritualität angesichts der Konfrontation mit der Postmoderne zum Teil gefordert, zum Teil bereits konstatiert. Zunehmend werden Verbindungsmöglichkeiten zwischen Christlicher Spiritualität und anderen spirituellen Haltungen gesucht (Yoga, Zen, Enneagramm). Dabei ist nicht selten die Grenzziehung zwischen Mystik und Esoterik schwierig und umstritten.

## Formen
- Gebetsformen:  Herzensgebet – inneres Gebet – Stundengebet
- Besinnungsformen: Exerzitien, Lectio divina
- Bewegungsformen: sakraler Tanz – Pilgerschaft – Wallfahrt
- Musikalische Formen: Kirchenmusik – Neues Geistliches Lied
- Biblische Formen:   Bibelteilen – Bibliodrama
- Spirituelle Integration: Integrative Spiritualität

## Bedeutende Vertreter
- Antonius der Große (um 251–356)
- Gregor von Nyssa (335–394?)
- Augustinus von Hippo (354–430) – Regel des heiligen Augustinus
- Johannes Cassianus (um 360–463) – Ruhegebet
- Eucherius von Lyon († um 450)
- St. Patrick (um 390–um 461) – Lorica (Selbstsegnung)
- Johannes Hesychastes (454–559) – Hesychasmus
- Benedikt von Nursia (um 480–547) – benediktinische Spiritualität
- Gregor der Große (um 540–604)
- Symeon der Neue Theologe (949–1022)
- Anselm von Canterbury (1033?–1109)
- Robert von Molesme (um 1028–1111) – zisterziensische Spiritualität
- Hugo von St. Viktor (1097?–1141)
- Bernhard von Clairvaux (um 1090–1153)
- Elisabeth von Schönau (um 1129–1164)
- Hildegard von Bingen (1098–1179)
- Dominikus (um 1170–1221) – dominikanische Spiritualität
- Franz von Assisi (um 1181/82–1226) – franziskanische Spiritualität
- Jordan von Sachsen († 1237)
- Bonaventura (1221–1274)
- Thomas von Aquin (um 1225–1274)
- Mechthild von Magdeburg (1208/1210–1282)
- Mechthild von Hackeborn (1241–1299)
- Gertrud von Helfta (1256–1301?)
- Meister Eckhart (1260–1328)
- Gregor Palamas (1296–1359) – Imjaslavie
- Johannes Tauler (ca. 1300–1361)
- Heinrich Seuse (Suso) (um 1296–1366)
- Birgitta von Schweden (1303–1373)
- Katharina von Siena (1347–1380)
- Jan van Ruysbroek (1293–1381)
- Nikolaos Kabasilas (um 1320–1391?)
- Juliana von Norwich (um 1342–1413)
- Nikolaus von Kues (1401–1464)
- Thomas a Kempis (1379/80–1471)
- Niklaus von Flüe (1417–1487)
- Paracelsus (1493–1541)
- Martin Luther (1483–1546)
- Ignatius von Loyola (1491–1556)
- Philipp Melanchthon (1497–1560)
- Jean Calvin (1509–1564)
- Teresa von Ávila (1515–1582)
- Luis de Granada OP (1504–1588)
- Johannes vom Kreuz (1542–1591)
- Luis de León (1527–1591)
- Robert Bellarmin (1542–1621)
- Franz von Sales (1567–1622) – salesianische Spiritualität
- Jacob Böhme (1575–1624)
- Angelus Silesius (1624–1677)
- Blaise Pascal (1623–1662)
- Paul Gerhardt (1607–1676)
- Nicolaus Steno (1638–1686)
- Fénelon, François de Salignac de la Mothe (1651–1715)
- Ludwig Maria Grignion de Montfort (1673–1716)
- Madame Guyon, Jeanne Marie Bouvier de la Mothe (1647–1717)
- Jean-Pierre de Caussade SJ (1675–1751)
- Gerhard Tersteegen (1697–1769)
- Alphons Maria von Liguori (1696–1787)
- Vinzenz Pallotti (1795–1850)
- Sören Kierkegaard (1813–1855)
- Johannes Maria Vianney, der heilige Pfarrer von Ars (1786–1859)
- John Henry Newman (1801–1890)
- Charles H. Spurgeon (1834–1892)
- Theophan der Klausner, Bischof von Vischenka (1815–1894)
- Theresia von Lisieux (1873–1897)
- Elisabeth von Dijon (1880–1906)
- Edith Stein (1891–1942)
- Dietrich Bonhoeffer (1906–1945)
- Alfred Delp (1907–1945)
- Pierre Teilhard de Chardin (1881–1955)
- Réginald Garrigou-Lagrange OP (1877–1964)
- Madeleine Delbrêl (1904–1964)
- William Branham, Endzeitprophet (1909–1965)
- Adrienne von Speyr (1902–1967)
- Romano Guardini (1885–1968)
- Thomas Merton (1915–1968)
- Gertrud von Le Fort (1876–1971)
- Josemaría Escrivá de Balaguer (1902–1975)
- Anthony de Mello (1931–1987)
- Karl Rahner (1904–1984)
- Hans Urs von Balthasar (1905–1988)
- Hugo Makibi Enomiya-Lassalle SJ (1898–1990)
- Henri J. M. Nouwen (1932–1996)
- Mutter Teresa (1910–1997)
- Frère Roger (1915–2005)
- Johannes Paul II. (1920–2005)
- Jörg Zink (1922–2016)
- Phil Bosmans (1922–2012)
- Thomas Keating OCSO (1923–2018) – Centering Prayer
- Ernesto Cardenal (1925–2020)
- Willigis Jäger (1925–2020)
- Lothar Zenetti (1926–2019)
- Franz Jalics (1927–2021)
- Emmanuel Jungclaussen (1927–2018)
- Huub Oosterhuis (1933–2023)
- Peter Dyckhoff (* 1937)
- Richard Rohr (* 1943)
- Anselm Grün (* 1945)
- Wolfgang J. Bittner (* 1947)
- Peter Zimmerling (* 1958)
- Sabine Bobert (* 1964)

## Zeitschriften
- Inspiration. Zeitschrift für christliche Spiritualität und Lebensgestaltung (seit 2016 umbenannt, zuvor „Meditation“)
- Geist und Leben. Zeitschrift für christliche Spiritualität (ehedem: Zeitschrift für Aszese und Mystik)

## Institute und Lehrstühle mit Schwerpunkt Christliche Spiritualität
- Lehrstuhl für Christliche Spiritualität und Homiletik an der Katholischen Universität Eichstätt mit der Schriftenreihe „Geist und Wort“
- Stiftungsprofessur für Theologie des geistlichen Lebens an der Katholisch-Theologischen Fakultät der Universität Augsburg
- Institut für Theologie der Spiritualität an der Universität Wien
- Institut für Spiritualität an der Philosophisch-Theologischen Hochschule Münster
- Institut für Pastoralpsychologie und Spiritualität an der Jesuitenhochschule St. Georgen
- Institut für Salesianische Spiritualität an der Philosophisch-Theologischen Hochschule der Salesianer Don Boscos
- Franziskanisches Institut für Spiritualität (ist dem Pontificio Ateneo Antonianum angeschlossen)[6]
- Titus Brandsma Instituut voor spiritualiteitsstudie, Radbouduniversiteit Nijmegen, Niederlande

## Zentren
- Heilig-Kreuz – Zentrum für christliche Meditation und Spiritualität des Bistums Limburg
- Kirche der Stille, Hamburg-Altona
- Zentrum St. Michael, München-Altstadt